# Jurij Sokołow (judoka)
Jurij Aleksiejewicz Sokołow (ros. Юрий Алексеевич Соколов, ur. 23 lutego 1961 w Leningradzie, zm. 14 marca 1990 tamże) – radziecki judoka. Olimpijczyk z Seulu 1988, gdzie zajął 34. miejsce w wadze półlekkiej.
Mistrz świata w 1985; drugi w 1987. Mistrz Europy w 1986 i drugi w drużynie w 1984. Mistrz ZSRR w 1985; drugi w 1983; trzeci w 1984 i 1987 roku.

## Letnie Igrzyska Olimpijskie 1988
| Konkurencja | Eliminacje              | Klas. końcowa |
| Konkurencja | Przeciwnik I            | Miejsce       |
| ----------- | ----------------------- | ------------- |
| 65 kg       | Bruno Carabetta (FRA) P | 34.           |